# Jonelle Filigno
Jonelle Filigno Hopkins (Mississauga, 1990. szeptember 24. –) olimpiai bronzérmes kanadai labdarúgó.

## Pályafutása
2014.  április 27-én debütált az NWSL-ben szereplő Sky Blue csapatánál a Boston Breakers-szel szemben. Első találatát május 21-én szerezte a Washington Spirit ellen.

### Válogatott
2008-ban a Kínában rendezett Négy nemzet tornájára hívták be első alkalommal a felnőtt válogatottba és január 16-án az Egyesült Államok elleni összecsapáson a 46. percben váltotta Jodie-Ann Robinsont. Bár a meccsen 0-4 arányban maradtak alul, Kína és Finnország ellen is pályára léphetett.
Részt vett a március elején lebonyolított Ciprus-kupán, ahol két mérkőzésen, Oroszország, valamint Japán ellen állt csatasorba a csoportmeccseken, végül 3-2 arányban kerekedtek felül az Egyesült Államok U20-as csapata ellen, és abszolválták az első alkalommal kiírt nemzetközi tornát.
Az olimpiai kvalifikáción Trinidad és Tobago, Costa Rica, Mexikó és az Egyesült Államok ellen, négy mérkőzésen egy találattal járult hozzá Kanada olimpiai részvételéhez.
Júniusban az U20-as válogatottal vett részt a Mexikóban rendezett U20-as CONCACAF-bajnokságon, ahol Costa Rica ellen mesterhármast szerzett, az elődöntőben Mexikó ellen is betalált, a döntőn pedig az Egyesült Államok legyőzése után magasba emelhette a bajnoki trófeát.
Augusztusban a pekingi olimpián Argentína, Kína és Svédország együtteseivel találkoztak a csoport mérkőzéseken, ahonnan harmadikként ugyan továbbjutottak, azonban a negyeddöntőben a nagy rivális Egyesült Államokkal szemben nem talált fogást a Big Red és búcsúztak a további küzdelmektől.
A Cancúnban rendezett 2010-es Aranykupán Trinidad és Tobagón, Guyanán, Mexikón és Costa Ricán keresztül jutottak a döntőbe, ahol újfent a házigazdákkal találkoztak és Christine Sinclair 53. percben büntetőből szerzett találatával megnyerték a sorozatot. Filigno négy találatával a góllövőlistán előkelő, negyedik helyen végzett Amy Rodriguez-el egyetemben.
2011-ben egy Ciprus-kupa győzelemmel bővítette sikereit. Az olasz és a holland válogatott ellen is gólt szerzett.
A Ciprus-kupa győzelem után nagy reményekkel készült nemzeti csapatával a németországi világbajnokságra, de Németország , Franciaország és Nigéria ellen is vereséget szenvedtek és búcsúztak a további küzdelmektől.
A 2012-es olimpiai játékokon Londonban Japánnal, Dél-afrikával és Svédországgal kerültek egy csoportba és harmadikként jutottak tovább. Előbb a vendéglátó briteknél 2-0 arányban bizonyultak jobbnak, majd az Egyesült Államok hosszabbítás után győzte le őket. A bronzmérkőzésen Franciaországot 1-0-ra verték és olimpiai bronzérmesként ünnepelhette 50. válogatott szereplését.
2015-ben a második világbajnokságán hazai környezetben játszhatott. Kína, Új-Zéland és Hollandia után jutottak a nyolcaddöntőbe, ahol a svájci tizenegyet legyőzve, a negyeddöntőben Anglia állította meg Kanadát.

## Sikerei
Kanada
- Olimpiai bronzérmes: 2012
- Aranykupa győztes: 2010
- U20-as CONCACAF bajnok: 2008
- Ciprus-kupa aranyérmes (2): 2008,[39] 2011[40]
- Ciprus-kupa ezüstérmes (2): 2013,[41] 2015[42]
- Négy Nemzet Tornája ezüstérmes: 2011

## Magánélete
A mexikói Los Cabosban 2016. december 3-án összeházasodott párjával, Russell Hopkinsszal.